# Jessica sergipana
Jessica sergipana är en spindelart som beskrevs av Antonio D. Brescovit 1999. Jessica sergipana ingår i släktet Jessica och familjen spökspindlar. Inga underarter finns listade i Catalogue of Life.